# Bunsta
Bunsta – miejscowość (småort) w Szwecji w gminie Sundsvall w regionie Västernorrland. Około 78 mieszkańców.